# Timóteo de Mileto
Timóteo de Mileto (em grego clássico: Τιμόθεος ὁ Μιλήσιος; c. 446 – 357 a.C.) foi um músico e poeta ditirâmbico grego, um expoente da "nova música". Ele acrescentou uma ou mais cordas à lira, pelo que provocou o descontentamento dos espartanos e atenienses (E. Curtius, History of Greece, bk. V. Cap. 2). Também compôs obras musicais de caráter mitológico e histórico.

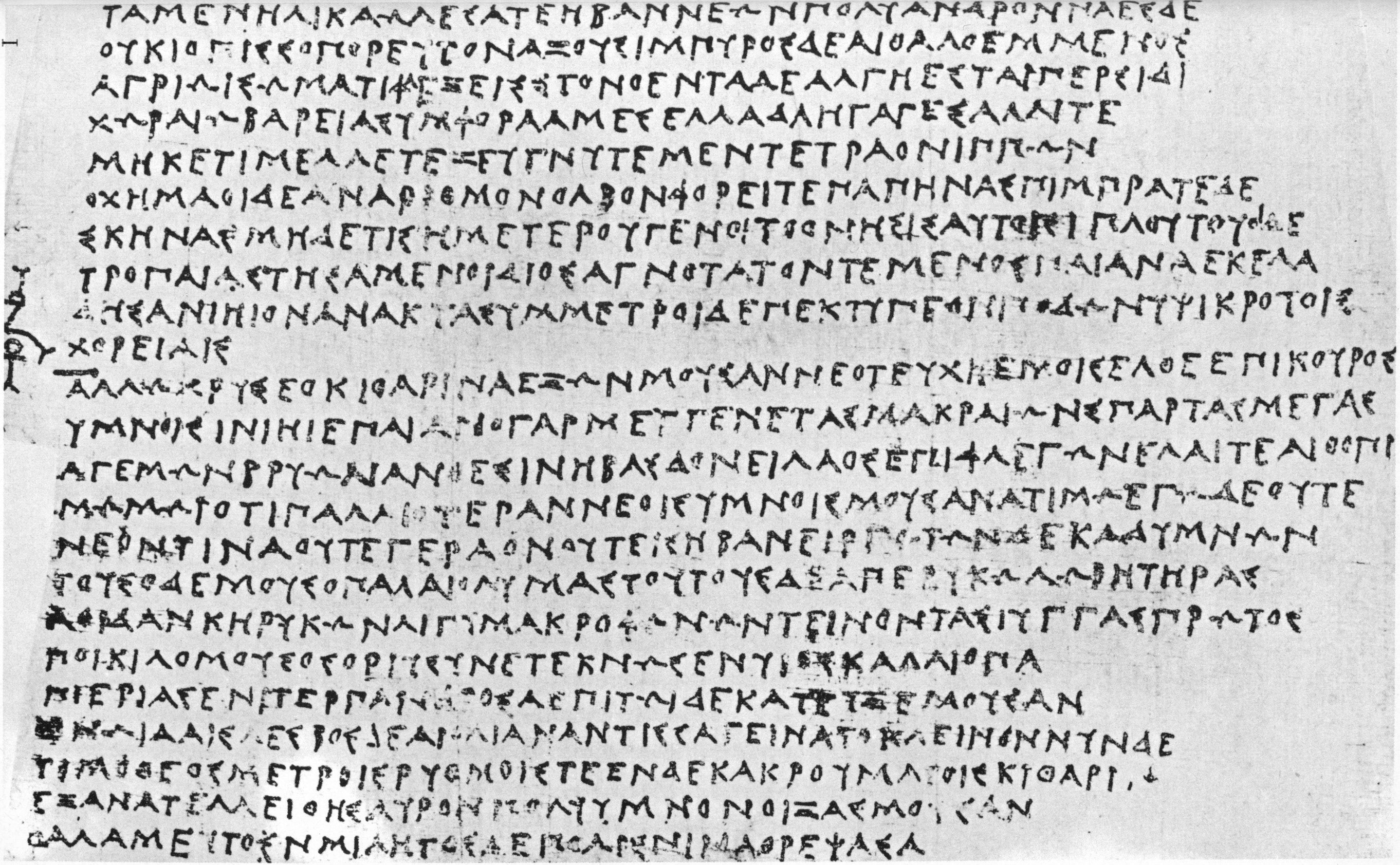
Fragmento do Persas de Timóteo em um papiro do século quarto a.C.

Fragmentos da poesia de Timóteo sobrevivem, publicado em Denys Page, Poetae Melici Graeci. Um fragmento de papiro de seus Persas (um dos papiros gregos mais antigos existentes), descoberto em Abusir, foi editado por U. von Wilamowitz-Mollendorff (1903), com a discussão do nome, métrica, o número de cordas da lira, data do poeta e fragmento.